# Millie Perkins
Pour les articles homonymes, voir Perkins.

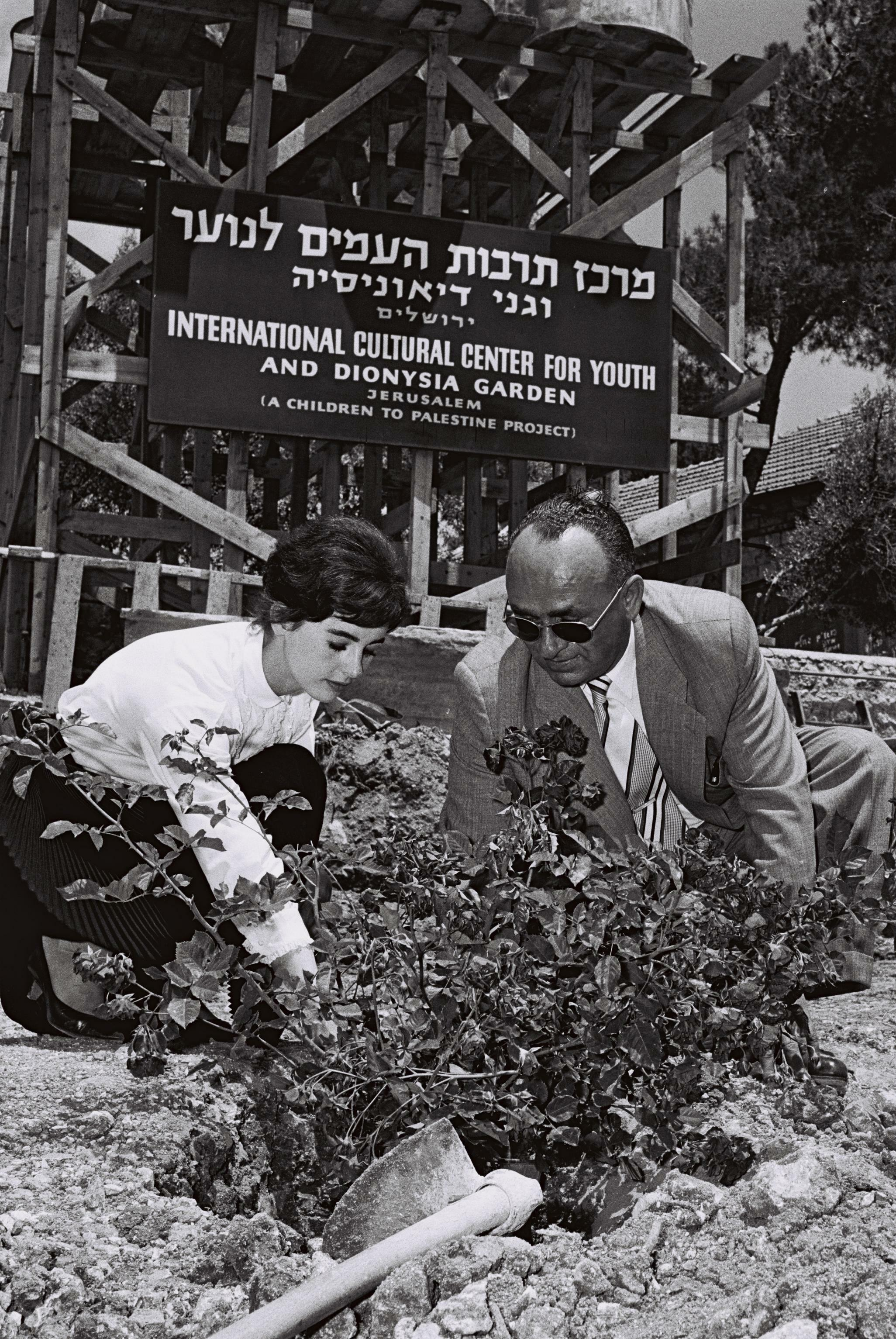
Millie Perkins en visite en Israël (1959)

Millie Perkins est une actrice américaine, née le 12 mai 1938 à Passaic, New Jersey (États-Unis).

## Filmographie

### Cinéma
- 1959 : Le Journal d'Anne Frank (The Diary of Anne Frank) de George Stevens : Anne Frank
- 1961 : Amour sauvage (Wild in the Country) de Philip Dunne : Betty Lee Parsons (Glenn's girlfriend)
- 1962 : Dulcinée (Dulcinea) de Vicente Escrivá : Aldonza / Dulcinée
- 1964 : Ensign Pulver de Joshua Logan : Nurse Scotty
- 1965 : L'Ouragan de la vengeance (Ride in the Whirlwind) de Monte Hellman : Abigail
- 1967 : La Mort tragique de Leland Drum (The Shooting) de Monte Hellman : Woman
- 1968 : Les Troupes de la colère (Wild in the Streets) de Barry Shear : Mary Fergus
- 1974 : Cockfighter de Monte Hellman: Frances Mansfield
- 1975 : Lady Cocoa de Matt Cimber
- 1976 : The Witch Who Came from the Sea de Matt Cimber : Molly
- 1981 : Macbeth (vidéo) : Lady Macduff
- 1983 : Ces enfants sont à moi ! (Table for Five) de Robert Lieberman : Kathleen
- 1986 : Comme un chien enragé (At Close Range) de James Foley : Julie
- 1986 : Jake Speed de Andrew Lane : Mrs. Winston
- 1987 : Slam Dance de Wayne Wang : Bobby Nye
- 1987 : Wall Street de Oliver Stone : Mrs. Fox
- 1988 : À fleur de peau (Two Moon Junction) de Zalman King : Mrs. Delongpre
- 1991 : À toi de jouer, petit (Pistol: The Birth of a Legend) de Frank C. Schroeder : Helen Maravich
- 1993 : Necronomicon (H.P. Lovecraft's: Necronomicon) de Brian Yuzna, Christophe Gans et Shūsuke Kaneko : Lena (part 2)
- 1995 : Bodily Harm (en) de James Lemmo (en) : Dr. Spencer
- 1996 : L'Héritage de la haine (The Chamber) de James Foley: Ruth Kramer
- 2005 : Yesterday's Dreams de Scott Thomas : Mrs. Hollister
- 2005 : Adieu Cuba (The Lost City) de Andy Garcia : Doña Cecilia Fellove

### Télévision
- 1981 : The Trouble with Grandpa (TV) : Doctor Langly
- 1981 : L'Éternel soupçon (A Gun in the House) (TV) : Lena Webber
- 1982 : Love in the Present Tense (TV) : Vera Jenkins
- 1983 : The Haunting Passion (TV) : Lois O'Connor
- 1984 : L'Amour brisé (License to Kill) (TV) : Mary Fiske
- 1984 : Anatomy of an Illness (TV) : Ellen Cousins
- 1984 : Ainsi soit-il! (Shattered Vows) (TV) : Mrs. Gilligan
- 1985 : A.D. : Anno Domini (feuilleton TV) : Mary
- 1985 : Les Amours de Claire (The Other Lover) (TV) : Kate
- 1986 : Verdict (The Penalty Phase) (TV) : Nancy Faulkner
- 1986 : God, the Universe & Hot Fudge Sundaes (TV) : Allie's Mother
- 1986 : The Thanksgiving Promise (en) (TV) : Lois Tilby
- 1987 : Strange Voices (TV) : Helen
- 1988 : Broken Angel (TV) : Penny Bartman
- 1990 : Elvis (en) (feuilleton TV) : Gladys Presley
- 1990 : Les vertiges de la gloire (en) (Call Me Anna) (TV) : Frances Duke
- 1993 : Murder of Innocence (TV) : Edna Webber
- 1994 : Midnight Run for Your Life (TV) : Aunt Mimi
- 1996 : Harvest of Fire (TV) : Ruth
- 1996 : The Summer of Ben Tyler (TV) : Doris
- 2001 : A Woman's a Helluva Thing (TV)
- 2006 : Though None Go with Me (TV) : Frances Childs